# Ризе, Александр
Александр Ризе (нем. Alexander Riese; 2 июня 1840, Франкфурт-на-Майне — 8 октября 1924, Франкфурт-на-Майне) — немецкий историк, филолог-классик и переводчик.
Происходил из старинной франкфуртской семьи интеллектуалов, его двоюродный дед Иоганн Якоб Ризе был другом юности Иоганна Вольфганга Гёте (Ризе опубликовал написанный Гёте портрет своего родственника). Учился в гимназии во Франкфурте, затем изучал филологию в Эрлангене, Бонне и Берлине. В 1862 г. защитил диссертацию, посвящённую комментарию к Вергилию Марка Валерия Проба. С 1863 г. преподавал в Берлине в Иоахимстальской гимназии, в 1864—1868 гг. — в Гейдельбергском университете, а затем до конца жизни работал в родном Франкфурте.
Основные работы Ризе связаны с подготовкой и редактурой выверенных изданий классики: сохранившихся фрагментов «Менипповых сатир» Варрона, эпиграмм из Греческой антологии, сочинений Катулла. Кроме того, ему принадлежат монографии «Рейнланд в римскую эпоху» (нем. Das Rheinland in der Römerzeit; 1889) и «Рейнская Германия в античной литературе» (нем. Das Rheinische Germanien in der antiken Litteratur; 1892).
Имя Ризе носит улица во Франкфурте-на-Майне (нем. Alexander-Riese-Weg).